# A 2010-es Tour de France résztvevőinek listája
A 2010-es Tour de France résztvevőinek listáján azok a professzionális országúti kerékpárversenyzők szerepelnek, akik részt vettek a 2010. évi, július 3. és július 25. között megrendezett Tour de France-on.

## Csapatok
Összesen 22 csapatot hívtak meg a versenyre, melyből 16 csapatnak már egy 2008. szeptemberi megállapodás szerint biztos volt a helye. A 18 UCI ProTour csapaton kívül 4 UCI Professzionális Kontinentális vesz még részt. Minden egyes csapatnak 9 kerékpárosa van, így összesen 198 résztvevő versengett, akik között nem volt magyar induló.
| - Amerikai Egyesült Államok BMC Racing Team (BMC) Garmin–Transitions (GRM) Team HTC–Columbia (THR) Team RadioShack (RSH) - Belgium Omega Pharma–Lotto (OLO) Quick Step (QST) - Dánia Team Saxo Bank (SAX) - Franciaország AG2R LA MONDIALE (ALM) Bbox Bouygues Telecom (BBO) Cofidis (COF) Française des Jeux (FDJ) - Hollandia Rabobank (RAB) | - Kazahsztán Astana (AST) - Egyesült Királyság Team Sky (SKY) - Németország Team Milram (MRM) - Olaszország Lampre–Farnese Vini (LAM) Liquigas–Doimo (LIQ) - Oroszország Katyusa (KAT) - Spanyolország Caisse d’Epargne (GCE) Euskaltel–Euskadi (EUS) Footon–Servetto–Fuji (FOT) - Svájc Cervélo TestTeam (CTT) |

## Versenyzők
Jelmagyarázat
- NR = nem rajtolt el
- FA = feladta
- IK = időlimiten kívül ért be a célba
- DQ = kizárták (diszkvalifikálták)
- A betűkombinációk utáni zárójeles szám az adott szakasz száma.
- A feltüntetett életkorok 2010. július 3. szerint értendők.
- * = azokat a versenyzőket jelöli, akik vagy 1985. január 1-jén  vagy később születtek, azaz versenyben vannak a fehér trikóért.

| Astana AST                | Astana AST                 | Astana AST | Astana AST |
| ------------------------- | -------------------------- | ---------- | ---------- |
| #                         | Versenyző                  | Életkor    | Helyezés   |
| 1                         | Alberto Contador (ESP)     | 27         | 1.         |
| 2                         | David de la Fuente (ESP)   | 29         | 110.       |
| 3                         | Andrij Hrivko (UKR)        | 26         | 136.       |
| 4                         | Jesús Hernández (ESP)      | 28         | 140.       |
| 5                         | Makszim Iglinszkij (KAZ)   | 29         | 131.       |
| 6                         | Daniel Navarro (ESP)       | 26         | 49.        |
| 7                         | Benjamín Noval (ESP)       | 31         | 104.       |
| 8                         | Paolo Tiralongo (ITA)      | 32         | 54.        |
| 9                         | Alekszandr Vinokurov (KAZ) | 36         | 16.        |
| Csapatfőnök: Yvon Sanquer |                            |            |            |

| Team Saxo Bank SAX       | Team Saxo Bank SAX                                  | Team Saxo Bank SAX | Team Saxo Bank SAX |
| ------------------------ | --------------------------------------------------- | ------------------ | ------------------ |
| #                        | Versenyző                                           | Életkor            | Helyezés           |
| 11                       | Andy Schleck (LUX) · → luxemburgi időfutam-bajnok   | 25*                | 2.                 |
| 12                       | Matti Breschel (DEN)                                | 25                 | 142.               |
| 13                       | Fabian Cancellara (SUI) · → időfutam-világbajnok    | 29                 | 121.               |
| 14                       | Jakob Fuglsang (DEN) · → dán időfutam-bajnok        | 25*                | 50.                |
| 15                       | Stuart O’Grady (AUS)                                | 36                 | 149.               |
| 16                       | Fränk Schleck (LUX) · → luxemburgi országúti bajnok | 30                 | FA (3.)            |
| 17                       | Chris Anker Sørensen (DEN)                          | 25                 | 69.                |
| 18                       | Nicki Sørensen (DEN) · → dán országúti bajnoka      | 35                 | 155.               |
| 19                       | Jens Voigt (GER)                                    | 38                 | 126.               |
| Csapatfőnök: Bjarne Riis |                                                     |                    |                    |

| Team RadioShack RSH         | Team RadioShack RSH      | Team RadioShack RSH | Team RadioShack RSH |
| --------------------------- | ------------------------ | ------------------- | ------------------- |
| #                           | Versenyző                | Életkor             | Helyezés            |
| 21                          | Lance Armstrong (USA)    | 38                  | 23.                 |
| 22                          | Janez Brajkovič (SLO)    | 26                  | 43.                 |
| 23                          | Chris Horner (USA)       | 38                  | 10.                 |
| 24                          | Andreas Klöden (GER)     | 35                  | 14.                 |
| 25                          | Levi Leipheimer (USA)    | 36                  | 13.                 |
| 26                          | Dmitrij Muravjov (KAZ)   | 30                  | 148.                |
| 27                          | Sérgio Paulinho (POR)    | 30                  | 46.                 |
| 28                          | Jaroszlav Popovics (UKR) | 30                  | 85.                 |
| 29                          | Grégory Rast (SUI)       | 30                  | 114.                |
| Csapatfőnök: Johan Bruyneel |                          |                     |                     |

| Team Sky SKY                 | Team Sky SKY                                          | Team Sky SKY | Team Sky SKY |
| ---------------------------- | ----------------------------------------------------- | ------------ | ------------ |
| #                            | Versenyző                                             | Életkor      | Helyezés     |
| 31                           | Bradley Wiggins (GBR) · → brit időfutam-bajnok        | 30           | 24.          |
| 32                           | Michael Barry (CAN)                                   | 34           | 99.          |
| 33                           | Steve Cummings (GBR)                                  | 29           | 151.         |
| 34                           | Juan Antonio Flecha (ESP)                             | 32           | 89.          |
| 35                           | Simon Gerrans (AUS)                                   | 30           | NR (9.)      |
| 36                           | Edvald Boasson Hagen (NOR) · → norvég időfutam-bajnok | 23*          | 116.         |
| 37                           | Thomas Lövkvist (SWE)                                 | 26           | 17.          |
| 38                           | Serge Pauwels (BEL)                                   | 26           | 107.         |
| 39                           | Geraint Thomas (GBR) · → brit országúti bajnok        | 24*          | 67.          |
| Csapatfőnök: Dave Brailsford |                                                       |              |              |

| Liquigas–Doimo LIQ          | Liquigas–Doimo LIQ                                           | Liquigas–Doimo LIQ | Liquigas–Doimo LIQ | Liquigas–Doimo LIQ |
| --------------------------- | ------------------------------------------------------------ | ------------------ | ------------------ | ------------------ |
| #                           | Versenyző                                                    | Életkor            | Helyezés           |                    |
| 41                          | Ivan Basso (ITA)                                             | 32                 | 32.                |                    |
| 42                          | Francesco Bellotti (ITA)                                     | 30                 | 122.               |                    |
| 43                          | Kristjan Koren (SLO)                                         | 24*                | 94.                |                    |
| 44                          | Roman Kreuziger (CZE)                                        | 24*                | 9.                 |                    |
| 45                          | Aljakszandr Kucsinszki (BLR) · → fehérorosz országúti bajnok | 30                 | 86.                |                    |
| 46                          | Daniel Oss (ITA)                                             | 23*                | 124.               |                    |
| 47                          | Manuel Quinziato (ITA)                                       | 30                 | 162.               |                    |
| 48                          | Sylwester Szmyd (POL)                                        | 32                 | 61.                |                    |
| 49                          | Brian Vandborg (DEN)                                         | 28                 | 128.               |                    |
| Csapatfőnök: Roberto Amadio |                                                              |                    |                    |                    |

| Garmin–Transitions GRM          | Garmin–Transitions GRM                             | Garmin–Transitions GRM | Garmin–Transitions GRM | Garmin–Transitions GRM |
| ------------------------------- | -------------------------------------------------- | ---------------------- | ---------------------- | ---------------------- |
| #                               | Versenyző                                          | Életkor                | Helyezés               |                        |
| 51                              | Christian Vande Velde (USA)                        | 34                     | NR (3.)                |                        |
| 52                              | Julian Dean (NZL)                                  | 35                     | 157.                   |                        |
| 53                              | Tyler Farrar (USA)                                 | 26                     | FA (12.)               |                        |
| 54                              | Ryder Hesjedal (CAN)                               | 29                     | 7.                     |                        |
| 55                              | Robert Hunter (RSA)                                | 33                     | FA (11.)               |                        |
| 56                              | Martijn Maaskant (NED)                             | 26                     | 139.                   |                        |
| 57                              | David Millar (GBR)                                 | 33                     | 158.                   |                        |
| 58                              | Johan Vansummeren (BEL)                            | 29                     | 30.                    |                        |
| 59                              | David Zabriskie (USA) · → amerikai időfutam-bajnok | 31                     | 101.                   |                        |
| Csapatfőnök: Jonathan Vaughters |                                                    |                        |                        |                        |

| Française des Jeux FDJ   | Française des Jeux FDJ    | Française des Jeux FDJ | Française des Jeux FDJ | Française des Jeux FDJ |
| ------------------------ | ------------------------- | ---------------------- | ---------------------- | ---------------------- |
| #                        | Versenyző                 | Életkor                | Helyezés               |                        |
| 61                       | Christophe Le Mével (FRA) | 29                     | 42.                    |                        |
| 62                       | Sandy Casar (FRA)         | 31                     | 25.                    |                        |
| 63                       | Rémy Di Grégorio (FRA)    | 24*                    | 78.                    |                        |
| 64                       | Anthony Geslin (FRA)      | 30                     | 146.                   |                        |
| 65                       | Matthieu Ladagnous (FRA)  | 25                     | 93.                    |                        |
| 66                       | Anthony Roux (FRA)        | 23*                    | 167.                   |                        |
| 67                       | Jérémy Roy (FRA)          | 27                     | 143.                   |                        |
| 68                       | Wesley Sulzberger (AUS)   | 23*                    | 152.                   |                        |
| 69                       | Benoît Vaugrenard (FRA)   | 28                     | 96.                    |                        |
| Csapatfőnök: Marc Madiot |                           |                        |                        |                        |

| Katyusa KAT               | Katyusa KAT                                           | Katyusa KAT | Katyusa KAT | Katyusa KAT |
| ------------------------- | ----------------------------------------------------- | ----------- | ----------- | ----------- |
| #                         | Versenyző                                             | Életkor     | Helyezés    |             |
| 71                        | Vlagyimir Karpec (RUS)                                | 29          | NR (9.)     |             |
| 72                        | Pavel Brutt (RUS)                                     | 28          | 102.        |             |
| 73                        | Szergej Ivanov (RUS)                                  | 35          | 109.        |             |
| 74                        | Alekszandr Kolobnyev (RUS) · → orosz országúti bajnok | 29          | 65.         |             |
| 75                        | Robbie McEwen (AUS)                                   | 38          | 165.        |             |
| 76                        | Aleksandr Pliuşkin (MDA) · → moldáv országúti bajnok  | 23*         | 108.        |             |
| 77                        | Joaquim Rodríguez (ESP)                               | 31          | 8.          |             |
| 78                        | Stijn Vandenbergh (BEL)                               | 26          | IK (7.)     |             |
| 79                        | Eduard Vorganov (RUS)                                 | 27          | 79.         |             |
| Csapatfőnök: Andrej Csmil |                                                       |             |             |             |

| AG2R LA MONDIALE ALM        | AG2R LA MONDIALE ALM                             | AG2R LA MONDIALE ALM | AG2R LA MONDIALE ALM | AG2R LA MONDIALE ALM |
| --------------------------- | ------------------------------------------------ | -------------------- | -------------------- | -------------------- |
| #                           | Versenyző                                        | Életkor              | Helyezés             |                      |
| 81                          | Nicolas Roche (IRL)                              | 26                   | 15.                  |                      |
| 82                          | Maxime Bouet (FRA)                               | 23*                  | 106.                 |                      |
| 83                          | Dimitri Champion (FRA)                           | 26                   | 160.                 |                      |
| 84                          | Martin Elmiger (SUI) · → svájci országúti bajnok | 32                   | 75.                  |                      |
| 85                          | John Gadret (FRA)                                | 31                   | 19.                  |                      |
| 86                          | David Le Lay (FRA)                               | 30                   | FA (3.)              |                      |
| 87                          | Lloyd Mondory (FRA)                              | 28                   | 118.                 |                      |
| 88                          | Rinaldo Nocentini (ITA)                          | 32                   | 98.                  |                      |
| 89                          | Christophe Riblon (FRA)                          | 29                   | 28.                  |                      |
| Csapatfőnök: Vincent Lavenu |                                                  |                      |                      |                      |

| Cervélo TestTeam CTT      | Cervélo TestTeam CTT                                 | Cervélo TestTeam CTT | Cervélo TestTeam CTT | Cervélo TestTeam CTT |
| ------------------------- | ---------------------------------------------------- | -------------------- | -------------------- | -------------------- |
| #                         | Versenyző                                            | Életkor              | Helyezés             |                      |
| 91                        | Carlos Sastre (ESP)                                  | 35                   | 20.                  |                      |
| 92                        | Xavier Florencio (ESP)                               | 30                   | NR (prológ)          |                      |
| 93                        | Volodimir Husztov (UKR)                              | 33                   | 34.                  |                      |
| 94                        | Jeremy Hunt (GBR)                                    | 36                   | 163.                 |                      |
| 95                        | Thor Hushovd (NOR) · → norvég országúti bajnok       | 32                   | 111.                 |                      |
| 96                        | Andreas Klier (GER)                                  | 34                   | 168.                 |                      |
| 97                        | Ignatas Konovalovas (LTU) · → litván időfutam-bajnok | 24*                  | 127.                 |                      |
| 98                        | Brett Lancaster (AUS)                                | 30                   | 159.                 |                      |
| 99                        | Daniel Lloyd (GBR)                                   | 29                   | 164.                 |                      |
| Csapatfőnök: Joop Alberda |                                                      |                      |                      |                      |

| Omega Pharma–Lotto OLO     | Omega Pharma–Lotto OLO      | Omega Pharma–Lotto OLO | Omega Pharma–Lotto OLO | Omega Pharma–Lotto OLO |
| -------------------------- | --------------------------- | ---------------------- | ---------------------- | ---------------------- |
| #                          | Versenyző                   | Életkor                | Helyezés               |                        |
| 101                        | Jurgen Van den Broeck (BEL) | 27                     | 5.                     |                        |
| 102                        | Mario Aerts (BEL)           | 35                     | 33.                    |                        |
| 103                        | Francis De Greef (BEL)      | 25*                    | 72.                    |                        |
| 104                        | Mickaël Delage (FRA)        | 24*                    | FA (2.)                |                        |
| 105                        | Sebastian Lang (GER)        | 30                     | 80.                    |                        |
| 106                        | Matthew Lloyd (AUS)         | 27                     | 47.                    |                        |
| 107                        | Daniel Moreno (ESP)         | 28                     | 21.                    |                        |
| 108                        | Jürgen Roelandts (BEL)      | 25*                    | 120.                   |                        |
| 109                        | Charles Wegelius (GBR)      | 32                     | NR (11.)               |                        |
| Csapatfőnök: Marc Sergeant |                             |                        |                        |                        |

| Team HTC–Columbia THR      | Team HTC–Columbia THR                          | Team HTC–Columbia THR | Team HTC–Columbia THR | Team HTC–Columbia THR |
| -------------------------- | ---------------------------------------------- | --------------------- | --------------------- | --------------------- |
| #                          | Versenyző                                      | Életkor               | Helyezés              |                       |
| 111                        | Mark Cavendish (GBR)                           | 25*                   | 154.                  |                       |
| 112                        | Bernhard Eisel (AUT)                           | 29                    | 156.                  |                       |
| 113                        | Bert Grabsch (GER)                             | 35                    | 169.                  |                       |
| 114                        | Adam Hansen (AUS)                              | 29                    | NR (2.)               |                       |
| 115                        | Tony Martin (GER) · → német időfutam-bajnok    | 25*                   | 137.                  |                       |
| 116                        | Maxime Monfort (BEL) · → belga időfutam-bajnok | 27                    | 55.                   |                       |
| 117                        | Mark Renshaw (AUS)                             | 27                    | DQ (11.)              |                       |
| 118                        | Michael Rogers (AUS)                           | 30                    | 37.                   |                       |
| 119                        | Kansztancin Szivcov (BLR)                      | 27                    | 39.                   |                       |
| Csapatfőnök: Bob Stapleton |                                                |                       |                       |                       |

| BMC Racing Team BMC        | BMC Racing Team BMC                                 | BMC Racing Team BMC | BMC Racing Team BMC | BMC Racing Team BMC |
| -------------------------- | --------------------------------------------------- | ------------------- | ------------------- | ------------------- |
| #                          | Versenyző                                           | Életkor             | Helyezés            |                     |
| 121                        | Cadel Evans (AUS) · → országúti világbajnok         | 33                  | 26.                 |                     |
| 122                        | Alessandro Ballan (ITA)                             | 30                  | 87.                 |                     |
| 123                        | Brent Bookwalter (USA)                              | 26                  | 147.                |                     |
| 124                        | Marcus Burghardt (GER)                              | 27                  | 161.                |                     |
| 125                        | Mathias Frank (SUI)                                 | 23*                 | NR (1.)             |                     |
| 126                        | George Hincapie (USA) · → amerikai országúti bajnok | 37                  | 59.                 |                     |
| 127                        | Karsten Kroon (NED)                                 | 34                  | 138.                |                     |
| 128                        | Steve Morabito (SUI)                                | 27                  | 51.                 |                     |
| 129                        | Mauro Santambrogio (ITA)                            | 25                  | FA (15.)            |                     |
| Csapatfőnök: John Lelangue |                                                     |                     |                     |                     |

| Quick Step QST                | Quick Step QST            | Quick Step QST | Quick Step QST | Quick Step QST |
| ----------------------------- | ------------------------- | -------------- | -------------- | -------------- |
| #                             | Versenyző                 | Életkor        | Helyezés       |                |
| 131                           | Sylvain Chavanel (FRA)    | 31             | 31.            |                |
| 132                           | Carlos Barredo (ESP)      | 29             | 41.            |                |
| 133                           | Kevin De Weert (BEL)      | 28             | 18.            |                |
| 134                           | Dries Devenyns (BEL)      | 26             | 144.           |                |
| 135                           | Jérôme Pineau (FRA)       | 30             | 66.            |                |
| 136                           | Francesco Reda (ITA)      | 27             | FA (18.)       |                |
| 137                           | Kevin Seeldraeyers (BEL)  | 23*            | 134.           |                |
| 138                           | Jurgen Van de Walle (BEL) | 33             | 63.            |                |
| 139                           | Maarten Wynants (BEL)     | 28             | 117.           |                |
| Csapatfőnök: Patrick Lefévère |                           |                |                |                |

| Team Milram MRM               | Team Milram MRM                                  | Team Milram MRM | Team Milram MRM | Team Milram MRM |
| ----------------------------- | ------------------------------------------------ | --------------- | --------------- | --------------- |
| #                             | Versenyző                                        | Életkor         | Helyezés        |                 |
| 141                           | Linus Gerdemann (GER)                            | 27              | 84.             |                 |
| 142                           | Gerald Ciolek (GER)                              | 23*             | 133.            |                 |
| 143                           | Johannes Fröhlinger (GER)                        | 25*             | 90.             |                 |
| 144                           | Roger Kluge (GER)                                | 24*             | NR (9.)         |                 |
| 145                           | Christian Knees (GER) · → német országúti bajnok | 29              | 91.             |                 |
| 146                           | Luke Roberts (AUS)                               | 33              | 103.            |                 |
| 147                           | Thomas Rohregger (AUT)                           | 27              | 74.             |                 |
| 148                           | Niki Terpstra (NED) · → holland országúti bajnok | 26              | NR (3.)         |                 |
| 149                           | Fabian Wegmann (GER)                             | 30              | 119.            |                 |
| Csapatfőnök: Gerry Van Gerwen |                                                  |                 |                 |                 |

| Bbox Bouygues Telecom BTL         | Bbox Bouygues Telecom BTL                          | Bbox Bouygues Telecom BTL | Bbox Bouygues Telecom BTL | Bbox Bouygues Telecom BTL |
| --------------------------------- | -------------------------------------------------- | ------------------------- | ------------------------- | ------------------------- |
| #                                 | Versenyző                                          | Életkor                   | Helyezés                  |                           |
| 151                               | Thomas Voeckler (FRA) · → francia országúti bajnok | 31                        | 76.                       |                           |
| 152                               | Arasiro Jukija (JPN)                               | 25                        | 112.                      |                           |
| 153                               | Anthony Charteau (FRA)                             | 31                        | 44.                       |                           |
| 154                               | Pierrick Fédrigo (FRA)                             | 31                        | 57.                       |                           |
| 155                               | Cyril Gautier (FRA)                                | 22*                       | 45.                       |                           |
| 156                               | Pierre Rolland (FRA)                               | 23*                       | 58.                       |                           |
| 157                               | Matthieu Sprick (FRA)                              | 28                        | 100.                      |                           |
| 158                               | Sébastien Turgot (FRA)                             | 26                        | 113.                      |                           |
| 159                               | Nicolas Vogondy (FRA) · → francia időfutam-bajnok  | 32                        | 88.                       |                           |
| Csapatfőnök: Jean-René Bernaudeau |                                                    |                           |                           |                           |

| Caisse d'Epargne GCE       | Caisse d'Epargne GCE                                      | Caisse d'Epargne GCE | Caisse d'Epargne GCE | Caisse d'Epargne GCE |
| -------------------------- | --------------------------------------------------------- | -------------------- | -------------------- | -------------------- |
| #                          | Versenyző                                                 | Életkor              | Helyezés             |                      |
| 161                        | Luis León Sánchez (ESP) · → spanyol időfutam-bajnok       | 26                   | 11.                  |                      |
| 162                        | Rui Costa (kerékpáros) (POR) · → portugál időfutam-bajnok | 23*                  | 73.                  |                      |
| 163                        | Imanol Erviti (ESP)                                       | 26                   | 77.                  |                      |
| 164                        | José Iván Gutiérrez (ESP) · → spanyol országúti bajnok    | 31                   | 48.                  |                      |
| 165                        | Vaszil Kirienka (BLR)                                     | 29                   | 60.                  |                      |
| 166                        | Christophe Moreau (FRA)                                   | 39                   | 22.                  |                      |
| 167                        | Mathieu Perget (FRA)                                      | 25                   | 64.                  |                      |
| 168                        | Rubén Plaza (ESP)                                         | 30                   | 12.                  |                      |
| 169                        | José Joaquín Rojas (ESP)                                  | 25*                  | 68.                  |                      |
| Csapatfőnök: Eusebio Unzue |                                                           |                      |                      |                      |

| Cofidis COF             | Cofidis COF            | Cofidis COF | Cofidis COF | Cofidis COF |
| ----------------------- | ---------------------- | ----------- | ----------- | ----------- |
| #                       | Versenyző              | Életkor     | Helyezés    |             |
| 171                     | Rein Taaramäe (EST)    | 23*         | FA (13.)    |             |
| 172                     | Stéphane Augé (FRA)    | 35          | 153.        |             |
| 173                     | Samuel Dumoulin (FRA)  | 29          | NR (12.)    |             |
| 174                     | Julien El Fares (FRA)  | 25*         | 27.         |             |
| 175                     | Christophe Kern (FRA)  | 29          | 97.         |             |
| 176                     | Sébastien Minard (FRA) | 28          | 92.         |             |
| 177                     | Amaël Moinard (FRA)    | 28          | 70.         |             |
| 178                     | Damien Monier (FRA)    | 27          | 71.         |             |
| 179                     | Rémi Pauriol (FRA)     | 28          | 38.         |             |
| Csapatfőnök: Éric Boyer |                        |             |             |             |

| Euskaltel–Euskadi EUS                  | Euskaltel–Euskadi EUS    | Euskaltel–Euskadi EUS | Euskaltel–Euskadi EUS | Euskaltel–Euskadi EUS |
| -------------------------------------- | ------------------------ | --------------------- | --------------------- | --------------------- |
| #                                      | Versenyző                | Életkor               | Helyezés              |                       |
| 181                                    | Samuel Sánchez (ESP)     | 32                    | 4.                    |                       |
| 182                                    | Iñaki Isasi (ESP)        | 33                    | 115.                  |                       |
| 183                                    | Egoi Martínez (ESP)      | 32                    | 40.                   |                       |
| 184                                    | Juan José Oroz (ESP)     | 29                    | NR (7.)               |                       |
| 185                                    | Alan Pérez (ESP)         | 27                    | 129.                  |                       |
| 186                                    | Rubén Pérez Moreno (ESP) | 28                    | 95.                   |                       |
| 187                                    | Amets Txurruka (ESP)     | 27                    | NR (5.)               |                       |
| 188                                    | Iván Velasco (ESP)       | 30                    | 62.                   |                       |
| 189                                    | Gorka Verdugo (ESP)      | 31                    | 36.                   |                       |
| Csapatfőnök: Igor González de Galdeano |                          |                       |                       |                       |

| Rabobank RAB               | Rabobank RAB             | Rabobank RAB | Rabobank RAB | Rabobank RAB |
| -------------------------- | ------------------------ | ------------ | ------------ | ------------ |
| #                          | Versenyző                | Életkor      | Helyezés     |              |
| 191                        | Gyenyisz Menysov (RUS)   | 32           | 3.           |              |
| 192                        | Lars Boom (NED)          | 24*          | 130.         |              |
| 193                        | Óscar Freire (ESP)       | 34           | 141.         |              |
| 194                        | Juan Manuel Gárate (ESP) | 34           | 35.          |              |
| 195                        | Robert Gesink (NED)      | 24*          | 6.           |              |
| 196                        | Koos Moerenhout (NED)    | 36           | 52.          |              |
| 197                        | Grischa Niermann (GER)   | 34           | 56.          |              |
| 198                        | Bram Tankink (NED)       | 31           | NR (16.)     |              |
| 199                        | Maarten Tjallingii (NED) | 32           | 132.         |              |
| Csapatfőnök: Erik Breukink |                          |              |              |              |

| Lampre–Farnese Vini LAM       | Lampre–Farnese Vini LAM   | Lampre–Farnese Vini LAM | Lampre–Farnese Vini LAM | Lampre–Farnese Vini LAM |
| ----------------------------- | ------------------------- | ----------------------- | ----------------------- | ----------------------- |
| #                             | Versenyző                 | Életkor                 | Helyezés                |                         |
| 201                           | Damiano Cunego (ITA)      | 28                      | 29.                     |                         |
| 202                           | Grega Bole (SLO)          | 24*                     | 125.                    |                         |
| 203                           | Mauro Da Dalto (ITA)      | 29                      | 123.                    |                         |
| 204                           | Francesco Gavazzi (ITA)   | 25                      | 105.                    |                         |
| 205                           | Mirco Lorenzetto (ITA)    | 29                      | 166.                    |                         |
| 206                           | Danilo Hondo (GER)        | 36                      | 135.                    |                         |
| 207                           | Adriano Malori (ITA)      | 22*                     | 170.                    |                         |
| 208                           | Alessandro Petacchi (ITA) | 36                      | 150.                    |                         |
| 209                           | Simon Spilak (SLO)        | 24*                     | FA (17.)                |                         |
| Csapatfőnök: Giuseppe Saronni |                           |                         |                         |                         |

| Footon–Servetto–Fuji FOT    | Footon–Servetto–Fuji FOT   | Footon–Servetto–Fuji FOT | Footon–Servetto–Fuji FOT | Footon–Servetto–Fuji FOT |
| --------------------------- | -------------------------- | ------------------------ | ------------------------ | ------------------------ |
| #                           | Versenyző                  | Életkor                  | Helyezés                 |                          |
| 211                         | Eros Capecchi (ITA)        | 24*                      | 83.                      |                          |
| 212                         | José Alberto Benítez (ESP) | 28                       | 145.                     |                          |
| 213                         | Manuel Cardoso (POR)       | 27                       | NR (1.)                  |                          |
| 214                         | Arkaitz Durán (ESP)        | 24*                      | 81.                      |                          |
| 215                         | Markus Eibegger (AUT)      | 25                       | FA (9.)                  |                          |
| 216                         | Fabio Felline (ITA)        | 20*                      | NR (9.)                  |                          |
| 217                         | Iban Mayoz (ESP)           | 28                       | NR (16.)                 |                          |
| 218                         | Aitor Pérez Arrieta (ESP)  | 32                       | 82.                      |                          |
| 219                         | Rafael Valls (ESP)         | 23*                      | 53.                      |                          |
| Csapatfőnök: Mauro Gianetti |                            |                          |                          |                          |